# Haratjärnen (Degerfors socken, Västerbotten)
Haratjärnen är en sjö i Vindelns kommun i Västerbotten och ingår i Umeälvens huvudavrinningsområde. Haratjärnen ligger i Vindelälven Natura 2000-område.